# بيئة صوتية
في علم الصوتيات واللغويات، يشير مصطلح البيئة الصوتية إلى الأصوات المحيطة بصوت الكلام المستهدَف في الكلمة. ويمكن أحيانًا أن تحدِّد البيئة الصوتية للصوت صفاته الصوتية الفونيمية أو الألوفونية في لغة معينة.
فعلى سبيل المثال فإن صوت العلة /æ/ في الإنجليزية الموجود في كلمة /mat' /mæt' يسبقه صوت الميم الصامت /m/ ويليه صوت التاء /t/. يتم تدوين ذلك بالشكل التالي: m__t / حيث تُقرأ الشَرطة المائلة بعبارة "في البيئة" وتمثِّل الشَرطة السفلية موضع الصوت المستهدف بالنسبة لجيرانه، ومن ثم يكون نص العبارة: "في البيئة بعد الميم وقبل التاء".